# Asia League Ice Hockey 2003/2004
Asia League Ice Hockey 2003/2004 var den första säsongen av Asia League Ice Hockey, vilken denna säsong bestod av fyra lag från Japan Ice Hockey League och ett lag från Korean Ice Hockey League. Nippon Paper Cranes vann mästerskapstiteln.

## Grundserien

### Tabell
Nedan ses slutställningen för grundserien och tillika mästerskapet.
|    | Lag                    | GP | W  | OTW | T | OTL | L  | GF-GA | Pts |
| -- | ---------------------- | -- | -- | --- | - | --- | -- | ----- | --- |
| 1. | Nippon Paper Cranes    | 16 | 13 | 0   | 0 | 0   | 3  | 80:49 | 39  |
| 2. | Kokudo Ice Hockey Club | 16 | 12 | 0   | 0 | 1   | 3  | 78:36 | 37  |
| 3. | Anyang Halla           | 16 | 5  | 1   | 0 | 0   | 10 | 45:86 | 17  |
| 4. | Oji Eagles             | 16 | 5  | 0   | 2 | 0   | 9  | 55:58 | 17  |
| 5. | Nikko Ice Bucks        | 16 | 2  | 0   | 2 | 0   | 12 | 38:67 | 8   |